# Планина при Севници
Планина при Севници (словен. Planina pri Sevnici) је село у општини Шентјур, која припада Савињској регији у Републици Словенији.

## Становништво
По последњем попису из 2011. г. насеље Планина при Севници имало је 378 становника.

## Историја
Село припада историјској покрајини Доња Штајерска. Изнад села налазе се рушевине замка из 12. века који је напуштен 1884. Кметови из овог места учествовали су у сељачкој буни 1573.